# 市橋長璉
市橋 長璉（いちはし ながてる）は、近江仁正寺藩の第6代藩主。仁正寺藩市橋家7代。
豊後臼杵藩主・稲葉董通の次男。母は中原氏。正室は平戸藩主・松浦誠信の娘。側室に伊東氏、中西氏。子は市橋長昭（長男）、娘（畠山国儔正室）、娘（松浦信好室）、娘（稲田敏植室）、娘（高木永貞室）、娘（高木貞直室）。官位は従五位下、伊豆守。幼名は豊三郎、安之丞。通称は民部。初名は通奉、通璉。長輝とも言う。
宝暦5年（1755年）2月11日、先代藩主の直挙の養嗣子となる。直挙の養子・直好（市橋直方の三男）、直記（市橋直方の六男）の早世のためであった。同年3月15日、将軍・徳川家重にお目見えする。宝暦8年（1758年）11月24日、直挙の隠居により跡を継いだ。同年12月18日、従五位下伊豆守に叙任する。
天明5年（1785年）10月6日、仁正寺にて53歳で死去し、跡を長男の長昭が継いだ。法号は嶺雲院殿徹翁浄閑大居士。墓所は滋賀県蒲生郡日野町の清源寺。

## 系譜
父母
- 稲葉董通（実父）
- 中原氏 ー 側室（実母）
- 市橋直挙（養父）

正室
- 松浦誠信の娘

側室
- 伊東氏
- 中西氏

子女
- 市橋長昭（長男）生母は正室
- 畠山国儔室
- 松浦信好室
- 稲田敏植室
- 高木永貞室
- 高木貞直室